# Кенія на зимових Олімпійських іграх 2002
Кенія на зимових Олімпійських іграх 2002, що проходили у Солт-Лейк-Сіті (США), була представлена 1 спортсменом в 1 виді спорту (лижні перегони).
Кенія вдруге взяла участь у зимових Олімпійських іграх. Жодних медалей країна не здобула.

## Спортсмени
| Вид спорту     | Чоловіки | Жінки | Всього |
| -------------- | -------- | ----- | ------ |
| Лижні перегони | 1        | 0     | 1      |
| Усього         | 1        | 0     | 1      |

## Лижні перегони
Спринт
| Спортсмени | Дисципліна       | Кваліфікація | Кваліфікація | Чвертьфінал | Чвертьфінал | Півфінал   | Півфінал   | Фінал      | Фінал          |
| Спортсмени | Дисципліна       | Час          | Місце        | Час         | Місце       | Час        | Місце      | Час        | Загальне місце |
| ---------- | ---------------- | ------------ | ------------ | ----------- | ----------- | ---------- | ---------- | ---------- | -------------- |
| Філіп Бойт | спринт, чоловіки | 3:54.49      | 65           | не пройшов  | не пройшов  | не пройшов | не пройшов | не пройшов | не пройшов     |

Гонка переслідування
| Спортсмени | Дисципліна                     | 10 км C | 10 км C | 10 км F гонка переслідування | 10 км F гонка переслідування |
| Спортсмени | Дисципліна                     | Час     | Місце   | Час                          | Загальне місце               |
| ---------- | ------------------------------ | ------- | ------- | ---------------------------- | ---------------------------- |
| Філіп Бойт | гонка переслідування, чоловіки | 36:21.6 | 77      | не пройшов                   | не пройшов                   |

C = класичним чтилем, F = вільним стилем